# پوست (فیلم ۱۳۹۷)
پوست فیلمی ایرانی در ژانر وحشت به نویسندگی کارگردانی برادران بهمن ارک و بهرام ارک و تهیه‌کنندگی محمدرضا مصباح محصول سال ۱۳۹۷ و به زبان ترکی است. پوست دومین اثر سینمایی برادران ارک پس از سویوق (۱۳۹۴) است و به جن و عقاید مذهبی نظیر طلسم اشاره دارد. داستان فیلم دربارهٔ خانواده‌ای شامل یک مادر و پسر است که زندگی‌شان به دلیلی دچار مشکل می‌شود جواد قامتی، فاطمه مسعودی‌فر، محمود نظرعلیان، ناصر هاشمی و هادی افتخارزاده در این فیلم به ایفای نقش پرداخته‌اند. پوست در روستای باویل و میلان شهرستان اسکو فیلم‌برداری شده‌است.

## داستان
موضوع این فیلم عشق، جادو و خرافه پرستی است و دربارهٔ خانواده‌ای است که شامل یک مادر و پسر هستند و زندگی آن‌ها به دلیلی دچار مشکل می‌شود. پوست فیلمی است دربارهٔ عشق، جادو و خرافه پرستی و روایتگر داستان مردی به نام آراز است که در جوانی عاشق دختری مسیحی به نام مارال بوده، ولی مارال با مرد دیگری ازدواج می‌کند. در روستای آنها خرافات زیادی پیرامون جادو و جمبل و نفرین وجود دارد و مادر آراز نیز در این زمینه‌ها مهارت دارد. آراز کم‌کم متوجه می‌شود که نرسیدنش به مارال به واسطهٔ دعایی بوده که مادرش در یک پوست نوشته و تصمیم می‌گیرد این دعا و دیگر طلسم‌های وارد شده به زندگی اش را نابود کند. در این راه هر چه بیشتر به مارال نزدیک می‌شود، حال مادرش بدتر می‌شود و یک دوراهی سخت برای او به وجود می‌آید.

## بازیگران
- جواد قامتی در نقش آراز
- فاطمه مسعودی‌فر در نقش مارال
- ناصر هاشمی
- نرجس دل‌آرام
- محمود نظرعلیان
- آشیق ولی عبدی
- هادی افتخارزاده
- وحید شیرزاد
- داوود نورپور
- صدیقه دریانی
- ابراهیم دهقان‌زاده
- امید والا
- داوود مظلومی رواسانی
- صمد دلنواز
- وحید دلنواز
- مصطفی حسین‌نژاد
- حسین بخشی
- سارا عفیفی
- حسن دشتی
- محمد شامی

## اکران
این فیلم برای نخستین بار در سی و هشتمین جشنواره فیلم فجر به نمایش درآمد و در تاریخ ۲۱ مهر ۱۴۰۰ در سینماهای سراسر کشور اکران شد و توانست ۸۳۱٬۰۸۷٬۹۰۰ تومان بفروشد. همچنین در فیلیمو و نماوا در شبکه نمایش خانگی ایران نیز به اکران آنلاین درآمد.

## بازتاب‌ها

### انتقادی
امیررضا صفائی‌تبار نویسنده نشریه سلام سینما معتقد است: 
«فیلم بین توهم و واقعیت است. قاب‌بندی‌های زیبای فیلم یکی از نکات مثبت کارگردانی است. مولفه‌های اصلی فیلم در حیوان را در فیلم پوست مشاهده می‌کنیم. استفاده از حیوانات بومی که در فیلم حیوان دیدیم این‌جا نیز می‌بینیم. برادران ارک توانستند به خوبی زیست و دین خود به شهر تبریز را ادا نمایند. موسیقی به فضای فیلم کمک زیادی می‌کند.»
مدیسا مهراب پور از سایت نماوا اعتقاد دارد:
پوست افسانه و تاریخ را درهم می‌آمیزد. ترس و طلسم را به‌هم گره می‌زند و محبت مادری (این مفهوم دیرینه ملی) را در مقابل یک عاشقانه ممنوعه قرار می‌دهد. داستان اصلی پوست هرچند که برآمده از افسانه‌های مختلف همان جغرافیا است اما یک روایت مستقل و تألیفی دارد؛ یعنی برادران ارک یک افسانه محلی را صرفاً بازسازی نکرده‌اند که بعد از تحقیق و رجوع به فرهنگ عامه محلی که دهان به دهان نقل شده، از دل چندین و چند افسانه، داستان اورجینال افسانه‌ای خودشان را ساخته‌اند. قطب خیر و شر نمادین هم خصوصاً در پایان‌بندی جایگاه ویژه‌ای پیدا می‌کند و از آن فرم همیشگی و کلیشه‌ای خود بیرون می‌زند. ضمن اینکه بازهم ریشه در آیین‌ها اسطوره‌ای و مذهبی محسوس می‌دواند تا برای تماشاگر قابل درک شود.
کتایون کیخسروی می‌گوید:
فیلمی بر اساس افسانه‌های فولکلور آذربایجان. فیلمی دشوار و پیچیده که اگر اجرای خوبی نداشت می‌توانست سازندگانش را به خطر بیندازد؛ اما فیلم، از پس این داستان و فضای سخت برمی‌آید و گلیمش را از آب بیرون می‌کشد. فیلم با وجود آنکه کاملاً به زبان آذری است و زیرنویس فارسی دارد، مخاطبان غیرآذری را هم به درون داستان می‌کشد، با بازی‌های روان و درهم تنیده که می‌توانند مخاطب را تا پایان روی صندلی نگه دارند و حتی آن‌ها را مجاب کند که لحظاتی به تشویق اثر بپردازند.
بهمن عبدللهی از عبارت: «ترکیب واقعیت و افسانه در ستایش عشق» استفاده می‌کند.
جواد قامتی بازیگر فیلم در مصاحبه خود با سلام سینما، سختی کار در این فیلم را به دوران سربازی شبیه می‌داند
بهرام ارک در مصاحبه‌ای می‌گوید در انتخاب بازیگر نقش برادر سید با بازی وحید شیرزاد، را پس از دیدن تئاتری از او و با وجود محدودیت جسمی توانمندی او در بازیگری، شخصیت فیلم را برای او عوض کردند.

### جوایز
- بهترین فیلم اول و استعداد درخشان از جشن حافظ

- بهترین موسیقی متن برای بامداد افشار از جشن حافظ

- بهترین فیلم اول و خلاقیت و استعداد درخشان از چهاردهمین دوره جشن منتقدان سینمای ایران

- بهترین فیلم اول از اولین دوره کانون کارگردانان ایران

### سی و هشتمین دوره جشنواره فیلم فجر
| بخش                        | نامزد                                           | نتیجه    |
| -------------------------- | ----------------------------------------------- | -------- |
| بهترین فیلم هنر و تجربه    | محمدرضا مصباح - بهمن ارک و بهرام ارک            | برنده    |
| بهترین موسیقی متن          | بامداد افشار                                    | برنده    |
| بهترین تدوین               | محمد نجاریان                                    | نامزدشده |
| بهترین صدا                 | صدابردار: امیر شاهوردی / صداگذار: علیرضا علویان | نامزدشده |
| بهترین طراحی لباس          | رسول علیزاده                                    | نامزدشده |
| بهترین طراحی صحنه          | پوریا اخوان                                     | نامزدشده |
| بهترین جلوه‌های ویژه میدانی | آرش آقابیک                                      | نامزدشده |